# Hélène Louvart
Helene Louvart (Pontarlier, 1964) és una cinematogràfica francesa. Es va graduar el 1985 al prestigiós École nationale supérieure Louis-Lumière de París. És membre de l'Associació Francesa de Directors de Fotografia de Cinema (AFC). Ha treballat amb molts directors francesos i internacionals, com Wim Wenders, Agnès Varda, Claire Denis, Christophe Honoré, Jacques Doillon, Nicolas Klotz, Sandrine Veysset, Marc Recha, Alice Rohrwacher, i Leos Carax.

## Carrera
Els graduats al Louis-Lumière són buscats activament pels productors de cinema. D'acord amb la reputació d'aquest col·legi per produir veritables mestres, la primera contractació d'Hélène Louvart en un llargmetratge va arribar immediatament després de graduar-se com a cinematògrafa el 1986 amb només 22 anys. Des d'aleshores, Helene ha treballat en més de 59 llargmetratges, 49 curtmetratges i documentals (menys de 60 minuts), 10 projectes de televisió i uns quants projectes experimentals i de vídeo. També ha dirigit 4 curtmetratges.
El 2008 fou la directora de fotografia de Petit indi, que va ser una selecció oficial al Festival de Cinema de Londres del 2009. El treball de Louvart a la pel·lícula, que es va rodar completament sobre pel·lícula de 35 mm, va ser nominat al Gaudí a la millor fotografia als premis Gaudí de 2010.
Com a directora de fotografia de la pel·lícula documental en 3D Pina, sobre la coreògrafa Pina Bausch, Hélène Louvart va treballar amb el reconegut director alemany Wim Wenders, qui també va escriure el guió. Acollida internacionalment com el "millor ús de la tecnologia 3D des d'Avatar", Pina va competir al 61è Festival Internacional de Cinema de Berlín i va aplegar nombrosos premis i nominacions internacionals. Pina va ser seleccionada com a candidatura alemanya a l'Oscar a la millor pel·lícula de parla no anglesa i va ser nominada a l'Oscar a la millor pel·lícula documental. La pel·lícula també va ser guardonada com a millor documental pels European Film Awards, als premis de cinema alemanys i els premis de l'Associació de crítics de cinema alemanys.
Per la seva extensa tasca artística i excel·lència artística, Hélène Louvart va rebre el premi al director de fotografia de 2012 per TheWIFTS Foundation 2012.

## Filmografia parcial
- 1990: Printemps perdu d'Alain Mazars
- 1996: Y aura-t-il de la neige à Noël ? de Sandrine Veysset
- 1998: La Vie sauve d'Alain Raoust
- 2000: Paria de Nicolas Klotz
- 2000: Paris, mon petit corps est bien las de ce grand monde de Franssou Prenant
- 2001: Pau i el seu germà de Marc Recha
- 2001: Le Lait de la tendresse humaine de Dominique Cabrera
- 2001: Martha... Martha de Sandrine Veysset
- 2003: Histoire d'un secret de Mariana Otero
- 2003: Raja de Jacques Doillon
- 2004: Ma mère de Christophe Honoré
- 2004: La Blessure de Nicolas Klotz
- 2004: Dans les champs de bataille de Danielle Arbid
- 2006: Quatre étoiles de Christian Vincent
- 2007: Il sera une fois... de Sandrine Veysset
- 2007: Petit indi de Marc Recha
- 2008: Les Plages d'Agnès de Agnès Varda
- 2008: Le Premier Venu de Jacques Doillon
- 2009: Lignes de front de Jean-Christophe Klotz
- 2010: Copacabana de Marc Fitoussi
- 2010: Toutes les filles pleurent, de Judith Godrèche
- 2011: Corpo celeste de Alice Rohrwacher
- 2011: Pina de Wim Wenders
- 2012: Bye-Bye Blondie de Virginie Despentes
- 2012: Low Life de Nicolas Klotz
- 2012: L'Âge atomique de Héléna Klotz
- 2013: Goodbye Morocco de Nadir Moknèche
- 2014: Le meraviglie d'Alice Rohrwacher
- 2015: The Smell of Us de Larry Clark
- 2015: Peur de rien de Danielle Arbid
- 2015: Spectrographies de Dorothée Smith
- 2016: Il nido de Klaudia Reynicke
- 2016: D'une pierre deux coups de Fejria Deliba
- 2017: Les Bums de plage (Beach Rats) de Eliza Hittman
- 2018: Petra de Jaime Rosales
- 2018: Maya de Mia Hansen-Løve
- 2018: Heureux comme Lazzaro d'Alice Rohrwacher
- 2019: A Vida Invisível de Eurídice Gusmão de Karim Aïnouz
- 2019: Histoire d'un regard de Mariana Otero
- 2020: Never Rarely Sometimes Always de Eliza Hittman
- 2020: Todos os Mortos de Marco Dutra i Caetano Gotardo
- 2023: La Chimera d'Alice Rohrwacher